# Orphinus biroi
Orphinus biroi is een keversoort uit de familie spektorren (Dermestidae). De wetenschappelijke naam van de soort werd in 1956 gepubliceerd door Maurice Pic.